# Jan Zeitler
Jan Zeitler (* 14. August 1970 in Dortmund) ist ein deutscher Kommunalpolitiker (SPD), der seit 2017 Oberbürgermeister von Überlingen ist.

## Biografie
Nach dem Abitur im Jahr 1990 am Friedrich-Schiller-Gymnasium in Ludwigsburg absolvierte Zeitler von 1990 bis 1991 seinen Wehrdienst bei der Bundeswehr. Im Anschluss daran studierte er Rechts- und Verwaltungswissenschaften an den Universitäten Bayreuth und Konstanz. Das Studium schloss er im Jahr 2001 als Diplom-Verwaltungswissenschaftler an der Universität Konstanz ab. 
In den Jahren 2002 bis 2010 war er Mitarbeiter der Niederlassung Stuttgart einer internationalen Wirtschaftsprüfungs- und Beratungsgesellschaft im Bereich „Public Services“.

## Politik
Im Jahr 2010 wurde er zum Bürgermeister der Stadt Horb am Neckar gewählt, zuständig für das Dezernat 2 (Fachbereiche „Recht und Ordnung“ sowie „Technische Betriebe“).
Im Mai 2014 wurde er als Kreisrat in den Kreistag des Landkreises Freudenstadt gewählt und von diesem durch Wahl als Regionalrat in die Verbandsversammlung des Regionalverbandes Nordschwarzwald entsandt, beide Ämter hat er im Januar 2017 niedergelegt. 
Im Herbst 2016 stellte sich Zeitler zusammen mit drei weiteren Kandidaten (darunter die bisherige Amtsinhaberin Sabine Becker) als Oberbürgermeister der Stadt Überlingen zur Wahl. Im ersten Wahlgang am 6. November 2016 erlangte Jan Zeitler 44,3 % der Stimmen und lag damit im deutlichen Abstand vor seinen Mitbewerbern. Im zweiten Wahlgang am 27. November 2016 setzte er sich mit 50,1 % der Stimmen durch. Im Amt des Oberbürgermeisters wurde er am 2. Februar 2017 vereidigt; zeitgleich zum Amtsantritt.
Im Mai 2019 wurde Zeitler als Kreisrat in den Kreistag des Bodenseekreises gewählt und als Regionalrat in die Verbandsversammlung des Regionalverbandes Bodensee-Oberschwaben entsandt. Bei der Kreistagswahl im Juni 2024 wurde Jan Zeitler erneut in den Kreistag des Bodenseekreises gewählt.
Am 1. Dezember 2024 wurde Zeitler in einer Stichwahl für eine zweite Amtszeit als Oberbürgermeister von Überlingen wiedergewählt. Er setzte sich mit 50,6 Prozent der Stimmen gegen Martin Hahn (Grüne) durch.

## Privates
Zeitler ist mit Annette Stoll-Zeitler verheiratet. Sein Onkel, Werner Zeitler, war von 1972 bis 1990 Mitglied des Deutschen Bundestages und von 1980 bis 1983 Parlamentarischer Geschäftsführer der SPD-Bundestagsfraktion.

## Weitere Tätigkeiten (Auswahl)
- Vorsitzender/stv. Vorsitzender (alternierend) des Aufsichtsrates der Stadtwerk am See GmbH & Co. KG
- Vorsitzender des Aufsichtsrates der Stadtwerke Überlingen GmbH
- Vorsitzender des Aufsichtsrates der Überlingen Marketing und Tourismus GmbH
- Vorsitzender des Aufsichtsrates der Landesgartenschau Überlingen GmbH
- Mitglied des Aufsichtsrates der Helios Spital Überlingen GmbH
- Mitglied im Gutachterausschuss Finanzmanagement der Kommunalen Gemeinschaftsstelle für Verwaltungsmanagement (KGSt)

- Mitglied im Verwaltungsrat der Sparkasse Bodensee

- Vorsitzender des DRK Ortsvereins Überlingen e.V.